# Liparis hemipilioides
Liparis hemipilioides är en orkidéart som beskrevs av Rudolf Schlechter. Liparis hemipilioides ingår i släktet gulyxnen, och familjen orkidéer.
Artens utbredningsområde är Moçambique. Inga underarter finns listade i Catalogue of Life.